# Hannah Griffitts
Hannah Griffitts (ur. 1727, zm. 1817) – poetka amerykańska. Wywodziła się z rodziny kwakierskiej. Jest znana przede wszystkim jako autorka wiersza The Female Patriots, napisanego w 1768 w proteście przeciwko nowym brytyjskim regulacjom podatkowym i celnym w koloniach amerykańskich Sugar Act (1765) i Townsend Duties (1767).